# Echinocereus mapimiensis
Echinocereus mapimiensis (alicoche de Mapimí) es una especie endémica de alicoche perteneciente a la familia Cactaceae que se distribuye en Coahuila en México. La palabra mapimiensis hace referencia a su hábitat cerca del municipio de Mapimí.

## Descripción
Crece de forma ramificada desde la base, formando agrupaciones de hasta 25 cm de diámetro. El tallo es cilíndrico de color verde azulado, mide de 4 a 30 cm de alto y de 2 a 4 cm de ancho. Tiene 6 costillas, las areolas son redondas de color blanco. Existe poca diferencia entre las espinas centrales y las espinas radiales, son rectas y de color negruzco volviéndose rojizas con la edad. Tiene de 2 a 4 espinas centrales de hasta 22 mm de largo y de 4 a 8 espinas radiales de hasta 18 mm de largo. La flor es funeliforme de color pardo magenta con márgenes color crema, mide 4 cm de largo y de 2 a 4 cm de ancho. El fruto que produce es globoso de color verde, de 15 a 21 mm de largo y de 12 a 15 mm de ancho.

## Distribución y hábitat
Es una especie endémica del estado Coahuila, sólo se conoce una población cercana al bolsón de Mapimí. Habita en matorral xerófilo sobre suelos calizos.

## Estado de conservación
El área de distribución de la especie está restringido a una sola locación, además, su hábitat y estado de conservación podrían estar amenazados a causa de la ganadería y el sobrepastoreo.